# Immetalia doreana
Immetalia doreana là một loài bướm đêm trong họ Noctuidae.